# Arena

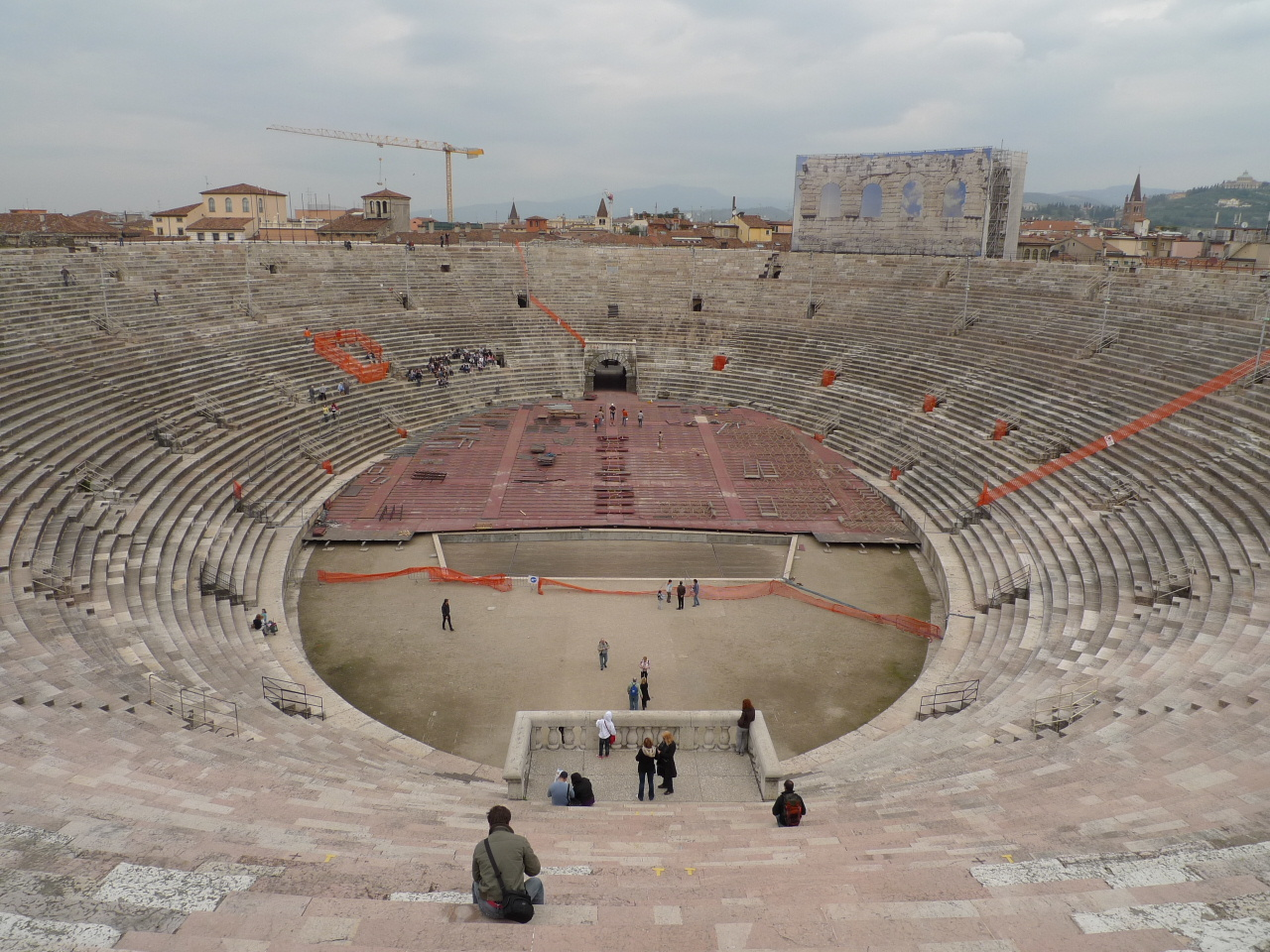
Innenraum der Arena von Verona

Der Begriff Arena (von lateinisch [h]arena, „Sand“) bezeichnet einen speziellen Veranstaltungsort. Der Duden definiert Arena als „Kampfbahn, [sandbestreuter] Kampfplatz im Amphitheater der römischen Antike“ sowie „Sportplatz, Wettkampfstätte mit ringsum steigend angeordneten Zuschauersitzen“, ferner auch als Vorführplatz für Stierkämpfe sowie Manege eines Zirkus.

## Begriffsgeschichte
Arena in der Bedeutung „Platz für Wettkämpfe und Vorführungen, Sportplatz, Manege“, ursprünglich „sandbestreuter Kampfplatz im altrömischen Amphitheater“, wurde in der ersten Hälfte des 18. Jahrhunderts in die deutsche Sprache aufgenommen. Der Begriff blieb zunächst eine Bezeichnung für die Kampfstätten im alten Rom, wurde aber in der Mitte des 19. Jahrhunderts auch auf moderne Vorführungs- und Kampfplätze übertragen.
Im österreichischen Deutsch wird mit Arena veraltend auch eine Sommerbühne bezeichnet. Im Zuge der Kommerzialisierung des Sport- und Freizeitbereichs wurde der Begriff Arena zu einem Modewort für Multifunktionshallen und (Fußball-)Stadien, meist in Verbindung mit dem Namen des jeweiligen Sponsors.
Durch die Sendung Arena im Schweizer Fernsehen (seit 1993) steht der Begriff auch für politische Debatten, speziell in Wahlkämpfen.